# Papa Benedict al XV-lea
Benedict al XV-lea, născut Giacomo della Chiesa, (n. 21 noiembrie 1854, Genova, d. 22 ianuarie 1922, Vatican) a fost un papă provenit din rândurile diplomaților.

## Biografie
Giacomo della Chiesa s-a născut la Genova la 21 noiembrie 1854. A studiat dreptul la Universitatea din Genova și teologia la Roma, la Academia Pontificală Ecleziastică. A fost hirotonit în 1873 și a devenit doctor în teologie sacră în 1879. Giacomo a intrat în serviciul diplomatic papal și curând a atras atenția marelui diplomat Rampolla. Când Rampolla a ajuns secretar de stat, Giacomo i s-a alăturat ca asistent remarcabil. În 1901 a fost numit sub-secretar de stat. Papa Pius al X-lea l-a confirmat în această funcție până în 1907, când l-a numit pe Giacomo arhiepiscop de Bologna. Aici Della Chiesa se dovedește a fi un valoros și excelent lider spiritual. În 1914 papa Pius al X-lea l-a numit cardinal.
Benedict al XV-lea a avut de înfruntat o misiune grea. Ca părinte al tuturor catolicilor a trebuit să păstreze o neutralitate strictă. A reușit acest lucru atât de bine încât în timp ce aliații înverșunați îl numeau pro-german, germanii înverșunați îl considerau de partea aliaților. Benedict, însă, a pledat mereu pentru pace, dar în 1917 a considerat că a sosit timpul să facă un efort oficial de mediere între puteri. Papa a făcut tot ce i-a stat în putință pentru a reduce nenorocirile unui conflict înspăimântător. Datorită lui Benedict, prin intermediul țărilor neutre s-au realizat schimburi de prizonieri răniți, iar mai târziu, după mari eforturi, Benedict a reușit să-i trimită pe prizonierii răniți și bolnavi în țările neutre bogate. Papa a încercat să-i ajute și pe civilii aflați în suferință. Mijlocirea sa le-a permis deportaților belgieni să se întoarcă acasă. A cerut milă pentru sărmanii armeni, și a oferit bani pentru cei suferinzi din întreaga Europă chinuită.
Benedict și-a continuat faptele bune și după armistițiu. I-a rugat pe aliați să întrerupă blocada criminală a Germaniei care a adus atât de multă suferință femeilor și copiilor. Din dispoziția papei a fost efectuată o colectă în toate bisericile catolice din întreaga lume pentru a-i ajuta pe copiii flămânzi.
Benedict l-a îndemnat pe Woodrow Wilson să se folosească de marea sa influență pentru o pace dreaptă, însă papa și-a exprimat dezamăgirea pentru rezultatele Conferinței de Pace de la Paris. Deși a fost exclus din Liga Națiunilor, din umbră, a lăudat ideea înființării ei, iar în momentele de manifestare a urii naționaliste, el a pledat pentru recunoașterea solidarității umane.
În 1917 Benedict promulgă marele Cod de Drept Canonic, dar a declarat că meritele aparțin ilustrului său predecesor, sfântul Pius al X-lea.
O gripă i-a adus sfârșitul acestui om al păcii la 22 ianuarie 1922. Unul din ultimele sale cuvinte a fost: "Ne oferim viața lui Dumnezeu pentru pace în lume". Papa Benedict al XV-lea a fost pe bună dreptate "bunul samaritean al omenirii".